# فريق اللاجئين البارالمبي
فريق اللاجئين البارالمبي هو مجموعة من مشاركين بارالمبيين مستقلين من اللاجئين. يتنافس الفريق باستخدام العلم البارالمبي والنشيد البارالمبي، وهو أول من يسير خلال حفل الافتتاح.
إلى جانب ظهور فريق اللاجئين البارالمبي لأول مرة في دورة الألعاب الأولمبية الصيفية 2016، تنافس فريق من الرياضيين البارالمبيين اللاجئين لأول مرة في دورة الألعاب البارالمبية الصيفية 2016 كرياضيين بارالمبيين مستقلين. تم تسمية فريق اللاجئين البارالمبي رسميًا بدءًا من دورة الألعاب البارالمبية الصيفية 2020.
أصبحت ذكية خدادادي أول شخص يفوز بميدالية أولمبية لفريق اللاجئين البارالمبي، حيث فازت بالميدالية البرونزية في منافسة البارا تايكواندو للسيدات تحت 47 كجم في دورة الألعاب البارالمبية الصيفية 2024.

## الفائزون بالميداليات
| الميدالية | الاسم                | الدورة     | الرياضة               | المسابقة       |
| --------- | -------------------- | ---------- | --------------------- | -------------- |
| برونزية   | ذكية خدادادي         | باريس 2024 | التايكوندو البارالمبي | –47 كجم نساء   |
| برونزية   | غيوم جونيور أتانغانا | باريس 2024 | ألعاب القوى           | 400 م رجال T11 |

## المشاركات

### الألعاب البارالمبية الصيفية 2016
أعلنت اللجنة البارالمبية الدولية عن الفريق في 5 أغسطس 2016. رشحت اللجان البارالمبية الوطنية المشاركين للفريق والتي كانت على دراية بالرياضيين المؤهلين. تدخلت اللجنة البارالمبية الدولية للمساعدة في تجهيز الرياضيين عبر عدة إجراءات، بما في ذلك التأكد من تصنيف الرياضيين.
| اللاعب         | بلد المنشأ | مضيف اللجنة البارالمبية الدولية | الرياضة                 | المسابقة                |
| -------------- | ---------- | ------------------------------- | ----------------------- | ----------------------- |
| شهراد ناساجبور | إيران      | الولايات المتحدة                | ألعاب القوى البارالمبية | رمي القرص رجال F37      |
| إبراهيم الحسين | سوريا      | اليونان                         | السباحة البارالمبية     | سباحة حرة 100 م رجال S9 |

### الألعاب البارالمبية الصيفية 2020
| اللاعب                   | بلد المنشأ | مضيف اللجنة البارالمبية الدولية | الرياضة                 | المسابقة                                                  |
| ------------------------ | ---------- | ------------------------------- | ----------------------- | --------------------------------------------------------- |
| شهراد ناساجبور           | إيران      | الولايات المتحدة                | ألعاب القوى البارالمبية | رمي القرص للرجال F37                                      |
| علياء عيسى               | سوريا      | اليونان                         | ألعاب القوى البارالمبية | رمي الصولجان للسيدات F32                                  |
| أنس الخليفة [الإنجليزية] | سوريا      | ألمانيا                         | الكانو البارالمبي       | سباق فردي للرجال 200 م - KL2 سباق فردي للرجال 200 م - VL2 |
| عباس کریمی               | أفغانستان  | الولايات المتحدة                | السباحة البارالمبية     | سباحة 50 م ظهر للرجال S5                                  |
| إبراهيم الحسين           | سوريا      | اليونان                         | السباحة البارالمبية     | سباحة 50 م حرة للرجال S9 سباحة 100 م صدر للرجال SB8       |
| بارفيه هاكيزيمانا        | بوروندي    | رواندا                          | التايكوندو البارالمبي   | وزن 61 كجم للرجال K44                                     |

### الألعاب البارالمبية الصيفية 2024
| اللاعب               | بلد المنشأ | مضيف اللجنة البارالمبية الدولية | الرياضة                       | المسابقة      |
| -------------------- | ---------- | ------------------------------- | ----------------------------- | ------------- |
| غيوم جونيور أتانجانا | الكاميرون  | بريطانيا العظمى                 | ألعاب القوى البارالمبية       |               |
| سلمان أباريكي        | إيران      | ألمانيا                         | ألعاب القوى البارالمبية       |               |
| سيد أمير حسين بور    | إيران      | ألمانيا                         | تنس الطاولة البارالمبي        |               |
| هادي حسن زاده        | أفغانستان  | النمسا                          | التايكوندو البارالمبي         |               |
| ذكية خدادادي         | أفغانستان  | فرنسا                           | التايكوندو البارالمبي         | 47 كجم - نساء |
| هادي درويش           | إيران      | ألمانيا                         | رفع الأثقال البارالمبي        | 80 كجم - رجال |
| إبراهيم الحسين       | سوريا      | اليونان                         | الترياثلون البارالمبي         |               |
| أميليو كاسترو جرويسو | كولومبيا   | إيطاليا                         | المبارزة على الكراسي المتحركة |               |